# Libéma Open 2022 - Qualificazioni singolare maschile
Le qualificazioni del singolare maschile del Libéma Open 2022 sono state un torneo di tennis preliminare per accedere alla fase finale della manifestazione. I vincitori dell'ultimo turno sono entrati di diritto nel tabellone principale. In caso di ritiro di uno o più giocatori aventi diritto a questi sono subentrati i lucky loser, ossia i giocatori che hanno perso nell'ultimo turno ma che avevano una classifica più alta rispetto agli altri partecipanti che avevano comunque perso nel turno finale.

## Teste di serie
1. Sam Querrey (qualificato)
2. Stefan Kozlov (primo turno)
3. Andreas Seppi (qualificato)
4. Gilles Simon (qualificato)

1. Max Purcell (primo turno)
2. Pierre-Hugues Herbert (ultimo turno)
3. Zizou Bergs (ultimo turno)
4. Gijs Brouwer (ultimo turno)

## Qualificati
1. Sam Querrey
2. Matthew Ebden

1. Andreas Seppi
2. Gilles Simon

## Tabellone

### Legenda
| - Q = Qualificato - WC = Wild card - LL = Lucky loser | - ALT = Alternate - SE = Special Exempt - PR = Protected Ranking | - w/o = Walkover - r = Ritirato - d = Squalificato |

### Sezione 1
|  | Primo turno | Primo turno           | Primo turno           | Primo turno | Primo turno |  |  | Ultimo turno | Ultimo turno          | Ultimo turno | Ultimo turno | Ultimo turno |  |
|  |             |                       |                       |             |             |  |  |              |                       |              |              |              |  |
|  | 1           | Sam Querrey           | Sam Querrey           | 6           | 6           |  |  |              |                       |              |              |              |  |
|  | WC          | Bernard Tomic         | Bernard Tomic         | 4           | 4           |  |  | 1            | Sam Querrey           | 64           | 6            | 6            |  |
|  | Alt         | Matteo Martineau      | Matteo Martineau      | 3           | 4           |  |  | 6            | Pierre-Hugues Herbert | 7            | 4            | 3            |  |
|  | 6           | Pierre-Hugues Herbert | Pierre-Hugues Herbert | 6           | 6           |  |  |              |                       |              |              |              |  |

### Sezione 2
|  | Primo turno | Primo turno            | Primo turno   | Primo turno | Primo turno |  |  | Ultimo turno | Ultimo turno  | Ultimo turno  | Ultimo turno | Ultimo turno |  |
|  |             |                        |               |             |             |  |  |              |               |               |              |              |  |
|  | 2           | Stefan Kozlov          | Stefan Kozlov | 4           | 4           |  |  |              |               |               |              |              |  |
|  |             | Matthew Ebden          | Matthew Ebden | 6           | 6           |  |  |              | Matthew Ebden | Matthew Ebden | 6            | 6            |  |
|  |             | Dragoș Nicolae Mădăraș | 6             | 5           | 1           |  |  | 7            | Zizou Bergs   | Zizou Bergs   | 3            | 2            |  |
|  | 7           | Zizou Bergs            | 3             | 7           | 6           |  |  |              |               |               |              |              |  |

### Sezione 3
|  | Primo turno | Primo turno   | Primo turno   | Primo turno | Primo turno |  |  | Ultimo turno | Ultimo turno  | Ultimo turno | Ultimo turno | Ultimo turno |  |
|  |             |               |               |             |             |  |  |              |               |              |              |              |  |
|  | 3           | Andreas Seppi | Andreas Seppi | 7           | 6           |  |  |              |               |              |              |              |  |
|  | PR          | Bradley Klahn | Bradley Klahn | 64          | 1           |  |  | 3            | Andreas Seppi | 7            | 65           | 6            |  |
|  |             | Yūichi Sugita | Yūichi Sugita | 4           | 2           |  |  | 8/WC         | Gijs Brouwer  | 5            | 7            | 3            |  |
|  | 8/WC        | Gijs Brouwer  | Gijs Brouwer  | 6           | 6           |  |  |              |               |              |              |              |  |

### Sezione 4
|  | Primo turno | Primo turno      | Primo turno | Primo turno | Primo turno |  |  | Ultimo turno | Ultimo turno | Ultimo turno | Ultimo turno | Ultimo turno |  |
|  |             |                  |             |             |             |  |  |              |              |              |              |              |  |
|  | 4           | Gilles Simon     | 6           | 3           | 6           |  |  |              |              |              |              |              |  |
|  |             | Gonçalo Oliveira | 3           | 6           | 2           |  |  | 4            | Gilles Simon | 4            | 6            | 6            |  |
|  |             | Julian Lenz      | Julian Lenz | 6           | 6           |  |  |              | Julian Lenz  | 6            | 3            | 2            |  |
|  | 5           | Max Purcell      | Max Purcell | 4           | 4           |  |  |              |              |              |              |              |  |